# Walther Müller
Pour les articles homonymes, voir Müller.
Walther Müller, né le 6 septembre 1905 à Hanovre et mort le 4 décembre 1979 à Walnut Creek (Californie), est un physicien allemand, connu pour sa collaboration à la mise au point  avec Hans Geiger du tube Geiger-Müller, base du compteur Geiger.
Il a étudié la physique et la chimie à l'université Christian Albrecht de Kiel. En 1925, il devient le premier étudiant Ph. D. de Hans Geiger, qui vient d'avoir son poste de professeur. Leur travail sur l'ionisation des gaz par collision conduit à la mise au point du tube Geiger-Müller, outil indispensable pour mesurer le niveau de radiation.

## Source
- (en) Cet article est partiellement ou en totalité issu de l’article de Wikipédia en anglais intitulé « Walther Müller » (voir la liste des auteurs).